# Серро-Гордо (тауншип, Миннесота)
Серро-Гордо (англ. Cerro Gordo) — тауншип в округе Лак-ки-Парл, Миннесота, США. На 2000 год его население составило 256 человек.

## География
По данным Бюро переписи населения США площадь тауншипа составляет 92,9 км², из которых 92,7 км² занимает суша, а 0,2 км² — вода (0,25 %).

## Демография
По данным переписи населения 2000 года здесь находились 256 человек, 87 домохозяйств и 70 семей. Плотность населения — 2,8 чел./км². На территории тауншипа расположено 92 постройки со средней плотностью 1,0 построек на один квадратный километр. Расовый состав населения: 96,09 % белых, 0,78 % афроамериканцев, 0,78 % коренных американцев, 1,17 % — других рас США и 1,17 % приходится на две или более других рас. Испанцы или латиноамериканцы любой расы составляли 1,95 % от популяции тауншипа.
Из 87 домохозяйств в 43,7 % воспитывались дети до 18 лет, в 66,7 % проживали супружеские пары, в 11,5 % проживали незамужние женщины и в 19,5 % домохозяйств проживали несемейные люди. 16,1 % домохозяйств состояли из одного человека, при том 9,2 % из — одиноких пожилых людей старше 65 лет. Средний размер домохозяйства — 2,94, а семьи — 3,24 человека.
30,1 % населения — младше 18 лет, 9,0 % — в возрасте от 18 до 24 лет, 27,7 % — от 25 до 44, 23,8 % — от 45 до 64, и 9,4 % — старше 65 лет. Средний возраст — 37 лет. На каждые 100 женщин приходилось 104,8 мужчин. На каждые 100 женщин старше 18 приходилось 98,9 мужчин.
Средний годовой доход домохозяйства составлял 52 500 долларов, а средний годовой доход семьи — 56 875 долларов. Средний доход мужчин — 26 750 долларов, в то время как у женщин — 25 250. Доход на душу населения составил 16 486 долларов. За чертой бедности находились 2,7 % семей и 1,6 % всего населения тауншипа.